# Поведілья
Поведілья (ісп. Povedilla) — муніципалітет в Іспанії, у складі автономної спільноти Кастилія-Ла-Манча, у провінції Альбасете. Населення — 581 особа (2010).
Муніципалітет розташований на відстані близько 210 км на південний схід від Мадрида, 70 км на південний захід від Альбасете.

## Демографія
Динаміка населення (INE ):

## Галерея зображень

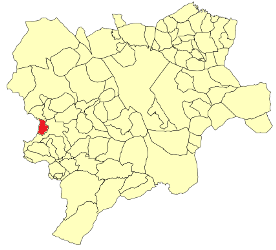
Розташування муніципалітету у провінції Альбасете